# Сара Санчес Парра
Сара Марія Санчес Парра (ісп. Sara María Sánchez Parra; нар. 12 вересня 1982) — іспанська борчиня вільного стилю, срібна призерка Середземноморських ігор, учасниця чемпіонатів світу та Європи, по два рази на цих змаганнях входила до чільної десятки.

## Життєпис
Боротьбою почала займатися з 1995 року.
Виступала за борцівський клуб «Будокан» Пальма. Тренер — Еусебіо Капель Ротжер (з 1995).

### Родина
Старший брат — Франциско Санчес Парра (нар. 1979) теж був борцем, членом збірної Іспанії з вільної боротьби — бронзовий призер чемпіонату Європи, чемпіон Середземноморських ігор, учасник двох Олімпійських ігор (1992, 2008).
Ще один старший брат — Мойсес Санчес Парра (нар. 1980) теж був борцем, членом збірної Іспанії з греко-римської боротьби — бронзовий призер чемпіонату Європи, срібний призер Середземноморських ігор, учасник Олімпійських ігор 2004 року.

## Спортивні результати на міжнародних змаганнях

### Виступи на Чемпіонатах світу
| Змагання                        | Збірна  | Вагова категорія          | Місце |
| ------------------------------- | ------- | ------------------------- | ----- |
| Чемпіонат світу з боротьби 2007 | Іспанія | жіноча боротьба, до 48 кг | 10    |
| Чемпіонат світу з боротьби 2009 | Іспанія | жіноча боротьба, до 48 кг | 10    |
| Чемпіонат світу з боротьби 2010 | Іспанія | жіноча боротьба, до 48 кг | 23    |
| Чемпіонат світу з боротьби 2011 | Іспанія | жіноча боротьба, до 48 кг | 25    |

### Виступи на Чемпіонатах Європи
| Змагання                         | Збірна  | Вагова категорія          | Місце |
| -------------------------------- | ------- | ------------------------- | ----- |
| Чемпіонат Європи з боротьби 2006 | Іспанія | жіноча боротьба, до 48 кг | 10    |
| Чемпіонат Європи з боротьби 2007 | Іспанія | жіноча боротьба, до 48 кг | 12    |
| Чемпіонат Європи з боротьби 2008 | Іспанія | жіноча боротьба, до 48 кг | 15    |
| Чемпіонат Європи з боротьби 2009 | Іспанія | жіноча боротьба, до 48 кг | 10    |
| Чемпіонат Європи з боротьби 2010 | Іспанія | жіноча боротьба, до 48 кг | 12    |
| Чемпіонат Європи з боротьби 2011 | Іспанія | жіноча боротьба, до 48 кг | 19    |

### Виступи на Середземноморських іграх
| Змагання                    | Збірна  | Вагова категорія          | Місце  |
| --------------------------- | ------- | ------------------------- | ------ |
| Середземноморські ігри 2005 | Іспанія | жіноча боротьба, до 48 кг | 4      |
| Середземноморські ігри 2009 | Іспанія | жіноча боротьба, до 48 кг | Срібло |

### Виступи на інших змаганнях
| Змагання                                                        | Збірна  | Вагова категорія          | Місце  |
| --------------------------------------------------------------- | ------- | ------------------------- | ------ |
| Тестовий турнір FILA 2004                                       | Іспанія | жіноча боротьба, до 48 кг | 12     |
| Олімпійський кваліфікаційний турнір з боротьби 2004 (Туніс)     | Іспанія | жіноча боротьба, до 48 кг | 19     |
| Олімпійський кваліфікаційний турнір з боротьби 2004 (Мадрид)    | Іспанія | жіноча боротьба, до 48 кг | 18     |
| Гран-прі Німеччини з боротьби 2007                              | Іспанія | жіноча боротьба, до 48 кг | 15     |
| Austrian Ladies Open 2007                                       | Іспанія | жіноча боротьба, до 48 кг | 9      |
| Klippan Lady Open 2008                                          | Іспанія | жіноча боротьба, до 48 кг | 15     |
| Олімпійський кваліфікаційний турнір з боротьби 2008 (Едмонтон)  | Іспанія | жіноча боротьба, до 48 кг | 14     |
| Олімпійський кваліфікаційний турнір з боротьби 2008 (Хапаранда) | Іспанія | жіноча боротьба, до 48 кг | 12     |
| Austrian Ladies Open 2010                                       | Іспанія | жіноча боротьба, до 48 кг | 5      |
| Турнір міста Сассарі з боротьби 2011                            | Іспанія | жіноча боротьба, до 48 кг | Срібло |
| Austrian Ladies Open 2011                                       | Іспанія | жіноча боротьба, до 48 кг | 5      |
| Гран-прі Іспанії з боротьби 2011                                | Іспанія | жіноча боротьба, до 48 кг | 5      |
| Відкритий чемпіонат Польщі з боротьби 2011                      | Іспанія | жіноча боротьба, до 48 кг | 10     |
| Золотий Гран-прі з боротьби 2012 (Кліппан )                     | Іспанія | жіноча боротьба, до 48 кг | 10     |
| Олімпійський кваліфікаційний турнір з боротьби 2012 (Тайюань)   | Іспанія | жіноча боротьба, до 48 кг | 17     |
| Олімпійський кваліфікаційний турнір з боротьби 2012 (Гельсінкі) | Іспанія | жіноча боротьба, до 48 кг | 18     |